# فرج الله والزمان (مسلسل)
فرج الله والزمان مسلسل تلفزيوني سعودي، من إنتاج تلفزيون الرياض في عام 1391هـ وهو من بطولة سعد خضر وأحمد الهذيل وحمد الهذيل ومحمد الطويان وعبد العزيز الهزاع وعلي إبراهيم وآخرين، ومن إخراج المخرج منذر النفوري.